# Kuligowo (powiat międzyrzecki)
Kuligowo (niem. Kulkau) – wieś w Polsce, położona w województwie lubuskim, w powiecie międzyrzeckim, w gminie Międzyrzecz.
| SIMC    | Nazwa     | Rodzaj      |
| ------- | --------- | ----------- |
| 0184075 | Kuligowo  | osada leśna |
| 0184069 | Marianowo | przysiółek  |

## Historia
Miejscowość pierwotnie związana była z Wielkopolską. Ma metrykę średniowieczną i istnieje co najmniej od XV wieku. Wymieniona została po raz pierwszy w dokumencie z 1475 pod nazwą „Culigow”, 1508 „Culigovo”, 1591 „Kulegow”, 1634 „Kułgowo”, 1944 „Kulkau” .
W 1475 miejscowość była wsią duchowną, własnością biskupa poznańskiego i leżała w powiecie poznańskim Korony Królestwa Polskiego. W 1508 należała do parafii pszczewskiej .
Miejscowość wspominały historyczne dokumenty prawne, własnościowe i podatkowe. W 1525 zawarto pisemną ugodę o rozgraniczeniu między dobrami biskupów poznańskich, miastem Pszczew, wsiami Stołuń i Kuligowo oraz wsiami Policko i Mikołajewo należącymi do Wojciecha Polickiego. W 1591 woźny sądowy na żądanie panów Polickich opisał granice wsi Siercz, Policko i miasta Pszczew oraz wsi Żółwin, Kuligowo i Mikołajewo. W 1617 w procesie o rozgraniczenie wspomniano wcześniejszy akt z 1523; wieś Kuligowo przylegała do wsi wówczas opustoszałej o nazwie Mikołajewo. W 1564 wieś Kuligowo leżała w kluczu pszczewskim dóbr biskupich. Uprawiano w niej 10 półłanków osiadłych, z których kmiecie płacili po 12 groszy czynszu, dawali po jednej ćwiertni owsa, po 2 koguty oraz 15 jaj. Sołtys posiadał 2 łany, z których płacił dwa złote i 4 grosze. Podatek od 2 karczmarzy wynosił po 12 groszy. We wsi było także dwóch zagrodników, którzy zamiast robocizny dawali po 12 groszy, a w ramach podatku zwanego „wiecne” dawali także owies oraz koguty .
W 1475 Kuligowo odnotowano w wykazie zaległości podatkowych. W 1508 miał miejsce pobór podatków: z 10 kwart roli płacono po 3 grosze. W 1509 pobór z 10 kwart roli oraz od sołtysa gospodarującego na półłankach. W 1563 odnotowano kolejny pobór podatkowy z 5 łanów, od karczma dorocznej oraz jednego komornika. W 1564 we wsi było 10 półłanków, a także było dwóch karczmarzy oraz dwóch zagrodników. W tym roku 2 łany należały do sołectwa, z których sołtys płacił biskupowi poznańskiemu 2 złote i 4 grosze. W 1577 płatnikiem podatków ze wsi był biskup poznański. W 1580 zapłacił podatki z 5 łanów we wsi, a także od 5 zagrodników, komornika, jednego łana sołtysiego, od karczmy dorocznej stojącej na półłanku .
W 1634 imiennie wymieniony został sołtys wsi Maciej Gala. Na jego prośbę biskup poznański zachował go w posiadaniu sołectwa w Kuligowie, udzielając mu na nim dożywocia. Sołectwo miało wówczas jeden łan oraz dwie zagrody. Biskup zezwolił sołtysowi na łowienie ryb więcierzami w Obrze oraz w jeziorach Głęboczek, Mechacz i Krużyńskie. Przywilej łowienia ryb był zwyczajowym prawem również dla poprzedników sołtysa .
W 1580 miejscowość położona była w powiecie poznańskim województwa poznańskiego w Rzeczypospolitej Obojga Narodów.
Miejscowość po rozbiorach Polski znalazła się w zaborze pruskim.
W latach 1975–1998 wieś administracyjnie należała do województwa gorzowskiego.